# Faina (Schiff)
Die Faina war ein RoRo-Frachtschiff der Gesellschaft Waterlux in Panama in Bereederung der ukrainischen Tomex Team. Das Motorschiff wurde im September 2008 von somalischen Piraten gekapert, wobei ihre Fracht, bestehend aus illegalen Waffen, entdeckt wurde. Im Februar 2009 wurde es wieder freigegeben.

## Geschichte

### Allgemeines

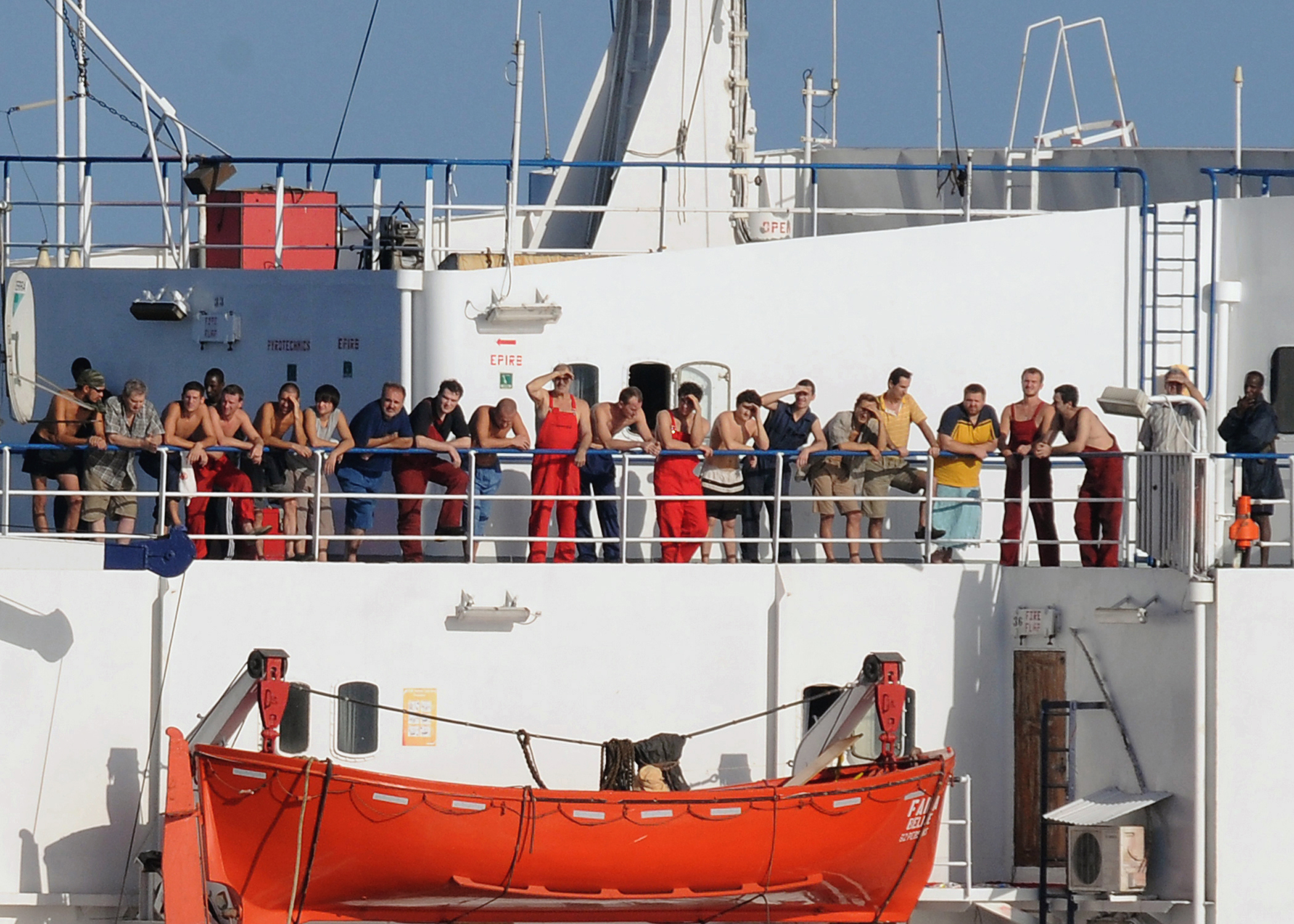
Besatzung der Faina am 3. Oktober 2008

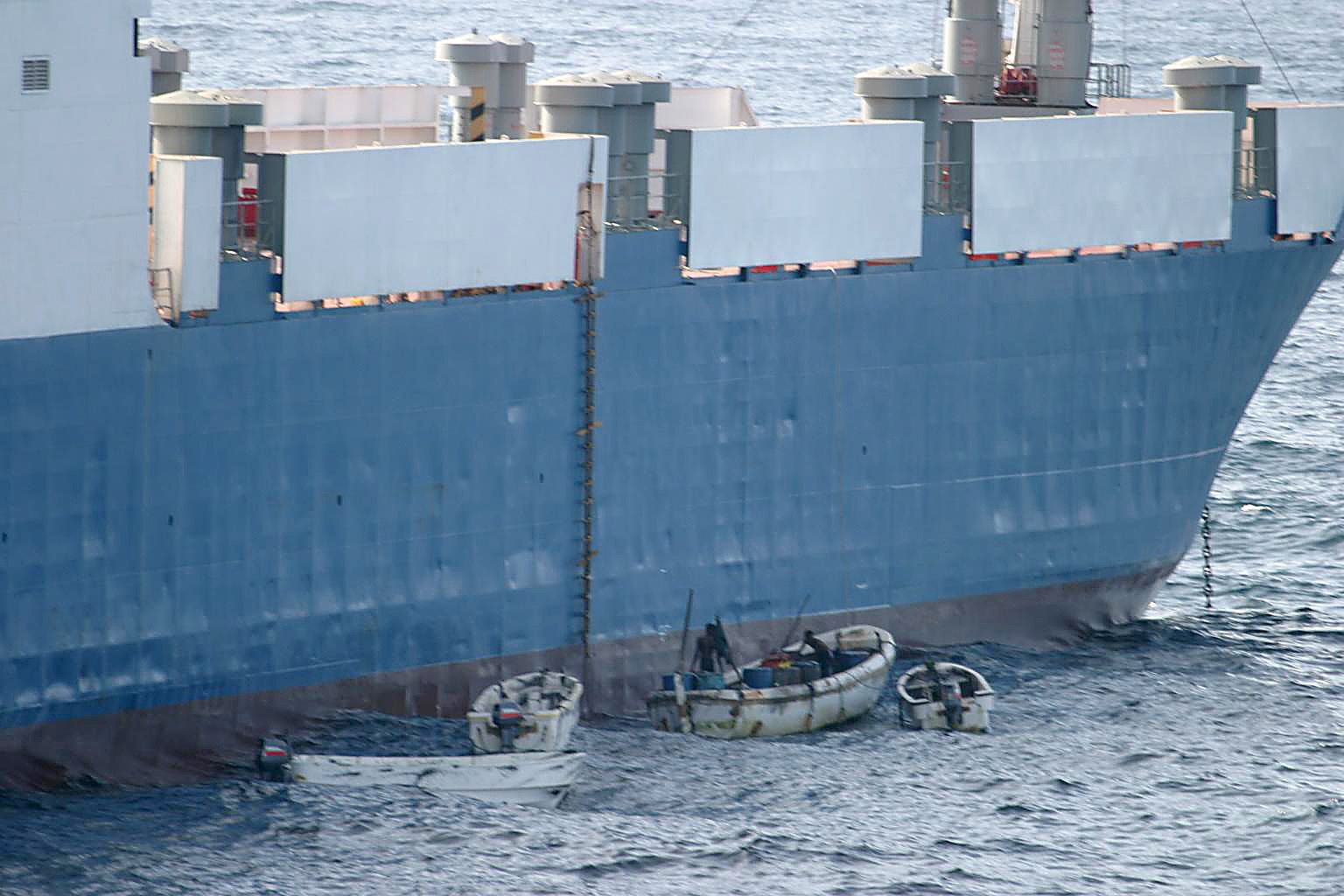
Kaperung der Faina

Die Faina wurde 1978 von der schwedischen Werft Lödöse Varv in Lödöse gebaut. Der erste Name des Frachters war Vallmo, ab 1983 dann Matina, ab 1985 Loveral, ab 2003 Marabou, von 2007 bis 2013 dann Faina und zuletzt Ina. Das Schiff war 161,37 Meter lang und 18,03 Meter breit. Es hatte eine Tragfähigkeit von rund 9000 Tonnen.
Am 17. Dezember 2013 wurde die mittlerweile unter der Flagge Togos fahrende Ina bei einer Hafenstaatkontrolle wegen schwerer Mängel in Warna arrestiert und zwei Tage darauf aufgrund mehrfacher schwerer Mängelfeststellungen im Gebiet des Paris MOU gebannt. Ende 2014/Anfang 2015 wurde das Schiff zum Abbruch nach Bangladesch verkauft.

### Kaperung
Am 25. September 2008 wurde das Schiff, das unter der Flagge Belizes für die ukrainische Reederei Kaalybe Shipping fuhr, vor Somalia von Piraten geentert und übernommen. Diese enterten den Frachter mithilfe von drei Schnellbooten. Der russische Schiffskapitän Wladimir Kolobkow starb kurze Zeit später an Herzversagen. Die Ladung bestand aus 31 Kampfpanzern T-72, 42 Luftabwehrgeschützen ZPU-4 sowie Raketenwerfen, Handfeuerwaffen und weiterer Ausrüstung, die angeblich für Kenia bestimmt waren. Nach Informationen der Piraten und Angaben der britischen BBC wiesen Papiere auf dem Schiff aber darauf hin, dass das wahre Ziel des Kriegsgerätes Südsudan und dass es für die Sudanesische Volksbefreiungsarmee (SPLA) bestimmt war. Diese Vermutung wird durch veröffentlichte US-Depeschen unterstützt.
Nach einem Hilferuf traf der US-Zerstörer Howard bereits kurz nach der Kaperung ein und verfolgte den Frachter bis vor die Küste von Hobyo. Um zu verhindern, dass die Piraten Waffen für spätere Überfälle von Bord schaffen konnten, schickte die United States Navy fünf weitere Schiffe, unter anderem die Vella Gulf, in die Region, Russland beorderte die Fregatte Neustraschimy aus dem Atlantik.
Die Piraten drohten mit der Ermordung der Geiseln, sollte eine Aktion zu ihrer Befreiung unternommen werden. Das geforderte Lösegeld betrug zu Beginn der Entführung 35 Millionen US-Dollar, wurde später aber auf 5 Millionen US-Dollar reduziert. Unterdessen nahm der ukrainische Sicherheitsdienst Ermittlungen auf, die die mutmaßliche Verbindung des stellvertretenden Verkehrs- und Kommunikationsministers Igor Urbanski mit dem Eigner des mit Panzern und Waffen beladenen Frachters ermittelte.
Nach Angaben der ukrainischen Regierung wurde das Schiff am 4. Februar 2009 nach einem „sehr umfangreichen Einsatz“ des Geheimdienstes von den Piraten wieder freigegeben. Unterhändler berichteten, dass zuvor ein Lösegeld von 3,2 Millionen US-Dollar gezahlt worden war.
Am 14. Februar 2009 wurden die Kampfpanzer im kenianischen Hafen Mombasa entladen. Das Schiff hatte Mombasa bereits am 12. Februar erreicht und die Besatzung wurde nach Kiew ausgeflogen.

## Technische Daten
Das Schiff war für die Be- und Entladung mit einer Heckrampe ausgestattet. An Bord war Platz für 114 Trailer bzw. 284 20-Fuß-Container. Für 18 Kühlcontainer waren Anschlüsse vorhanden.
Der Rumpf des Schiffes war eisverstärkt.